# Linares (Andalúzia)
Linares egy város és község a spanyolországi Andalúziában, Jaén tartomány második legjelentősebb városa. Nevének jelentése: „lenföldek”.

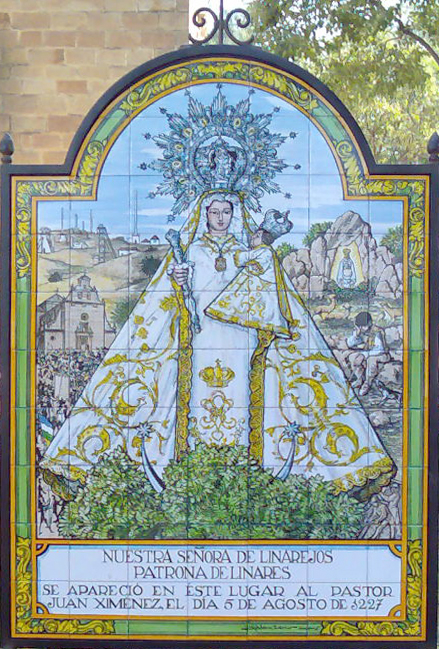
Kerámiazománc tábla, amely Szűz Mária, a város patrónája 1227-es linaresi megjelenéséről emlékezik meg

Népessége 2006-os adatok szerint 61 542, területe 195,1 km².

## Története
Története az ókorig nyúlik vissza, ekkor ólombányáiról volt híres. Hannibál karthágói hadvezér itt vette feleségül a második pun háborút megelőzően Himilce ibér hercegnőt.
Linares arénája volt a helyszíne a híres spanyol torreádor, Manolete halálos balesetének 1947-ben. (A sérült torreádort a Szent József és Szent Rajmund-kórházba szállították, végül ott hunyt el.) Augusztus 28-án linaresi szobránál mindmáig virágokat helyeznek el a helyiek, az arénában pedig pontosan arra a helyre helyeznek el rózsacsokrot, ahol Manolete elesett.
A város ma többek között az évente megtartott linaresi sakk szuperverseny helyszíneként ismert.

## Gazdasága
Linares a Santana Motors, a spanyol hadsereg járműgyártója székhelye, ők állítják elő például az Anibal modellt. A helyi gazdaság fontos része a puskapor, dinamit és kötélgyártás és továbbra is szerepet játszik az ólom bányászata és olvasztása.

## Nevezetességek
- Casa de la Munición
- Szent Ferenc-templom
- Igazságügyi palota
- Fuente del Pisar
- Szűz Mária-templom
- Santuario de la Virgen de Linarejos
- A linaresi őrgrófok kórháza (más néven: Szent József és Szent Rajmund-kórház), neogótikus épület a 20. század elejéről
- Paseo de Linarejos
- 'Bányászemlékmű
- Plaza de la Constitución
- Régészeti múzeum
- Jardines de Santa Margarita
- Plaza de Colón
- Andrés Segovia Múzeum
- Centro de Interpretación del Paisaje Minero y el futuro Centro de la Metalurgia
- Las vías verdes PR

## Híres linaresiek
- Andrés Segovia klasszikusgitár-művész
- Raphael spanyol énekes és színész

## Testvérvárosai
- Tomaszów Mazowiecki
- Castres
- Maule, Chile
- Linares, Mexikó, Új-León
- Nariño, Kolumbia

## Népesség
A település népessége az elmúlt években az alábbi módon változott:
| Lakosok száma | 57 796 | 59 096 | 61 262 | 61 338 | 60 950 | 60 290 | 58 449 | 57 414 | 55 729 | 55 261 |
|               | 2001   | 2004   | 2007   | 2009   | 2012   | 2014   | 2017   | 2019   | 2022   | 2024   |